# Mike Kane
Michael Joseph Patrick Kane (né le 9 janvier 1969) est un homme politique du Parti travailliste britannique qui est député de Wythenshawe et de Sale East depuis le 13 février 2014. L'élection partielle a eu lieu après le décès du député Paul Goggins.

## Jeunesse
Il est le fils de Joseph et KathleenMcGirl, des immigrants irlandais qui ont migré séparément à Manchester en 1955.
Il fréquente l'école primaire St Aidan à Northern Moor; il va ensuite au St Paul's RC High School à Newall Green avant d'étudier pour ses A Levels au Loreto College, Hulme, Manchester. Il est diplômé de l'Université métropolitaine de Manchester avec un BA en sciences sociales en 1997 et un PGCE en 1999.

## Carrière
Kane est professeur d'école primaire à Springfield Primary School, Sale, avant de travailler en politique,.
Il rejoint le Parti travailliste à 18 ans. En 1991, il est élu au conseil municipal de Manchester dans le quartier de Northenden, prenant le siège aux conservateurs (le conseiller en place s'est présenté comme un conservateur indépendant contre son remplaçant, mais Kane obtient plus de voix que les deux réunis) . Il est réélu en 1995, 1999 et 2003, puis en tête du scrutin en 2004 sur les nouvelles limites des quartiers. Il est nommé membre exécutif des arts et des loisirs en 2007.
En 2008, il est battu par huit voix, perdant face au candidat libéral démocrate.
Il soutient David Miliband lors des élections à la direction du Parti travailliste de 2010.
Il travaille pour plusieurs personnalités politiques, notamment en tant que chef de bureau pour Jonathan Reynolds, député de Stalybridge et Hyde. Il est également assistant parlementaire de Reynolds et James Purnell, l'ancien député de Stalybridge et Hyde. Il travaille pour le Conseil Tameside en tant qu'adjoint exécutif principal basé dans le bureau du chef du conseil. En juillet 2013, il devient chef de la direction par intérim de Movement for Change, une organisation créée par David Miliband pour mener des campagnes politiques locales et former des organisateurs.
Le 24 janvier 2014, il est sélectionné comme candidat travailliste aux élections partielles de Wythenshawe et Sale East. Il est ensuite élu député de Wythenshawe et de Sale East avec 13 261 voix.
Il soutient Owen Smith dans la tentative ratée de remplacer Jeremy Corbyn aux élections à la direction du Parti travailliste (Royaume-Uni) en 2016.
En octobre 2016, le chef du parti travailliste Jeremy Corbyn nomme Kane au cabinet fantôme en tant que ministre fantôme de l'éducation, responsable des écoles.
En 2024, il devient l'un des sous-secrétaires d'État parlementaire pour le transport.

## Vie privée
Il est marié à Sandra Bracegirdle. Il joue un certain nombre d'instruments à vent, notamment les Uilleann pipes, les cornemuses et la flûte.
Kane est catholique.